# Asceua radiosa
Asceua radiosa là một loài nhện trong họ Zodariidae.
Loài này thuộc chi Asceua. Asceua radiosa được Rudy Jocqué miêu tả năm 1986.